# Électrodynamique classique

Un solénoïde

L'électrodynamique classique est une théorie physique décrivant le mouvement des particules chargées et du champ électromagnétique dans le cadre de la physique classique.
Elle est basée d'une part sur les équations de Maxwell pour décrire la dynamique du champ électromagnétique sous l'action des charges et des courants, et d'autre part sur les équations de la mécanique classique pour décrire le mouvement des charges sous l'action de la force de Lorentz.
On parle d'électrodynamique relativiste lorsque le mouvement des charges est déterminé par les équations de la relativité restreinte.